# Henri de Catt
Henri Alexandre de Catt, född 25 juni 1725 i Morges, död 23 november 1795 i Potsdam, var en tysk ämbetsman.
Henri de Catt var från 1758 föreläsare hos Fredrik den store, tills han 1780 föll i onåd. Hans dagböcker och inte helt tillförlitliga minnen har publicerats i Publikationen aus den kgl. preussischen Staatsarchiven (1884).